# Aslaug
Aslaug est un personnage de la mythologie nordique. Également appelée Aslög, Kráka, Kraba ou Randalin, cette reine légendaire, épouse de Ragnar Lodbrok, est mentionnée dans l'Edda de Snorri, la Völsunga saga et la Saga de Ragnarr aux Braies Velues.

## Histoire

Le roi Heimer et Aslaug.

D'après la Ragnars saga loðbrókar, Aslaug est la fille de Sigurd et de la guerrière Brynhildr, mais elle est élevée par Heimer, le père adoptif de Brynhildr. Après la mort des parents d'Aslaug, Heimer s'inquiète pour la sécurité de la jeune fille. Afin de la protéger, il façonne une harpe tellement grande qu'Aslaug peut se cacher à l'intérieur et prend l'apparence d'un musicien errant.
Dans le village de Spangereid (à Lindesnes), Heimer passe la nuit chez un couple de paysans, Áke et Grima. Croyant que la harpe recèle des objets de valeur, le couple décide d'assassiner Heimer dans son sommeil. En ouvrant la harpe, ils découvrent la petite Aslaug, qu'ils décident d'élever comme leur propre fille. Ils l'appellent Kráka « corbeau » et, afin de dissimuler sa grande beauté qui trahit ses origines nobles, ils la badigeonnent de goudron et l'habillent d'un long manteau à capuche.
Un jour, des hommes du roi Ragnar Lodbrok aperçoivent Kráka au bain. Captivés par sa beauté, ils en oublient le pain qu'ils étaient en train de cuire. Lorsque le roi s'enquiert des raisons de cet oubli, ils lui parlent de la jeune fille. Ragnar la fait chercher et donne des ordres contradictoires afin de mettre son intelligence à l'épreuve : il souhaite qu'elle n'arrive ni habillée, ni déshabillée ; ni affamée, ni repue ; ni seule, ni accompagnée. Kráka arrive devant lui vêtue d'un filet, mordant un oignon et accompagnée d'un chien. Séduit par son ingéniosité, Ragnar la demande en mariage, mais elle refuse tant qu'il n'a pas accompli sa mission en Norvège. Elle lui donne quatre fils : Björn, Ivar le Désossé, Hvitserk et Sigurd Œil de Serpent .
Lors d'une visite auprès du vice-roi Eysteinn beli, Ragnar se laisse convaincre de répudier Kráka et d'épouser Ingeborg, la fille d'Eysteinn. Trois oiseaux apprennent la chose à Kráka, et lorsque son mari rentre de voyage, elle le tance vertement et lui apprend ses véritables origines. Pour lui prouver qu'elle est bien la fille du héros Sigurd, le tueur du dragon Fáfnir, elle prédit qu'un de ses enfants aura dans l'œil l'image d'un serpent. Sa prédiction se réalise lorsque Sigurd Œil de Serpent voit le jour. En apprenant le revirement de Ragnar, Eysteinn se révolte contre lui, mais les fils de Ragnar le tuent à la demande de Kráka.
Si l'ultime expédition de Ragnar en Angleterre échoue, c'est parce qu'il n'a pas tenu compte des avertissements de Kráka concernant le mauvais état de la flotte. Lorsque le roi Ælla jette Ragnar dans une fosse aux serpents, ce dernier est protégé par une chemise enchantée cousue par Kráka. C'est seulement une fois privé de cette chemise que les serpents peuvent le mordre et le tuer.

## Analyse
Selon Marilyn Jurich, le conte d'Aslaug dans la saga de Ragnar Lodbrok est un prototype des contes du type « La Petite Paysanne rusée » dans la classification Aarne-Thompson (no 875). Le récit de la saga correspond étroitement à ce type de conte jusqu'au mariage d'Aslaug et Ragnar, et des similarités persistent au-delà de ce point. Par exemple, la saga met l'accent sur la détermination d'Aslaug (elle refuse de coucher avec Ragnar avant leur mariage) et sa sagesse surnaturelle : Ragnar insiste pour qu'ils couchent ensemble sitôt mariés, malgré ses conseils, et c'est pour cette raison que leur premier fils Ivar le Désossé est né faible.
Selon Lucie Malbos, les portraits de femmes fortes sont des mises en garde par les auteurs chrétiens contre le trop grand pouvoir des femmes qui provoquent le chaos et la violence des vikings. « Cette figure de la femme des temps vikings, associée au désordre, sert ainsi de repoussoir et témoigne d'inquiétudes misogynes face à une éventuelle autorité féminine ».

## Reprises
- William Morris relate l'histoire d'Aslaug et Ragnar dans son poème The Fostering of Aslaug. Morris s'inspire de la version du récit figurant dans Northern Mythology de Benjamin Thorpe. Il laisse de côté les aspects les plus sombres et complexes de la saga pour se concentrer sur Ragnar, qui apparaît comme un héros romantique faisant la cour à sa promise[4],[5].
- Aslaug est un des personnages principaux de la série Vikings. Interprétée par Alyssa Sutherland, elle apparaît dans le dernier épisode de la saison 1, où elle est présentée à Ragnar de la même manière que dans la saga[6].

## Sources
- Jean Renaud, Textes traduits du norrois et postface Saga de Ragnarr aux Braies Velues suivie du Dit des fils de Ragnarr et du Chant de Kráka, Toulouse, éditions Ancharsist, 2005 (ISBN 2-914777-23-X)
- (en) Benjamin Thorpe, Northern Mythology, Comprising the Principal Popular Traditions and Superstitions of Scandinavia, North Germany and the Netherlands, Lumley, 1851, 109-113 p. (lire en ligne), « Of Ragnar and Aslaug »
- (en) William Morris, The Earthly Paradise, 1870 (lire en ligne), « The Fostering of Aslaug »